# Taharqa
Taharqa was een koning van Koesj en farao van de 25e dynastie van Egypte.

## Biografie
Taharqa was zoon van Piye en Abale. Hij is bekend als vereniger van het oude Egypte, zijn optreden in de geschiedenis van Egypte was een van de weinige hoogtepunten van de 25e ofwel Koesjitische Dynastie welke regeerde vanuit Napata.
In Koesj liet hij een tempel bouwen in Kawa, tegenover het huidige Dongola. Hij greep in zijn bouwplannen terug op bijzonder oude motieven uit de tijd van Sahoere, Nioeserre en Pepi II van het Oude Rijk. Hij bouwde ook in andere plaatsen in Koesj zoals Napata, Sanam, Meroë, Qasr Ibraim en Boehen, maar ook in Egypte zelf, zoals in Thebe en Karnak; daar zijn monumenten van hem te bewonderen.
Vanaf 677 v.Chr. kreeg hij echter te maken met een oorlog met de Assyriërs. In 671 v.Chr. vielen zij Egypte binnen. Zij namen Memphis in en dwongen Taharqa naar het zuiden uit te wijken. Zij bleven niet lang, omdat het vrijwel onmogelijk was zelf grip te krijgen op de ambtenarij. Daarom steunden zij de plaatselijke vorsten in de delta. Deze begonnen echter, zodra de Assyriërs zich terugtrokken, betrekkingen met Taharqa aan te knopen. De Assyriërs kwamen daarop terug en doodden of deporteerden alle delta-vorsten, behalve Necho I van Saïs. Zij zetten diens zoon Psammetichus I op de troon van Athribis. Zo was de 26e dynastie gesticht en hadden de vorsten van Saïs rond 665 v.Chr. de delta in handen. In datzelfde jaar benoemde Taharqa zijn neef Tantamani (Tanoetamoen) als zijn opvolger en het volgende jaar stierf hij in Napata.

## Bouwwerken
- Tempel in Kawa (Nubië) met oude stijlen
- Andere onbekende tempels in Nubië
- Uitbreidingen en dromos in Thebe
- Verschillende pylonen in Karnak

## Galerij

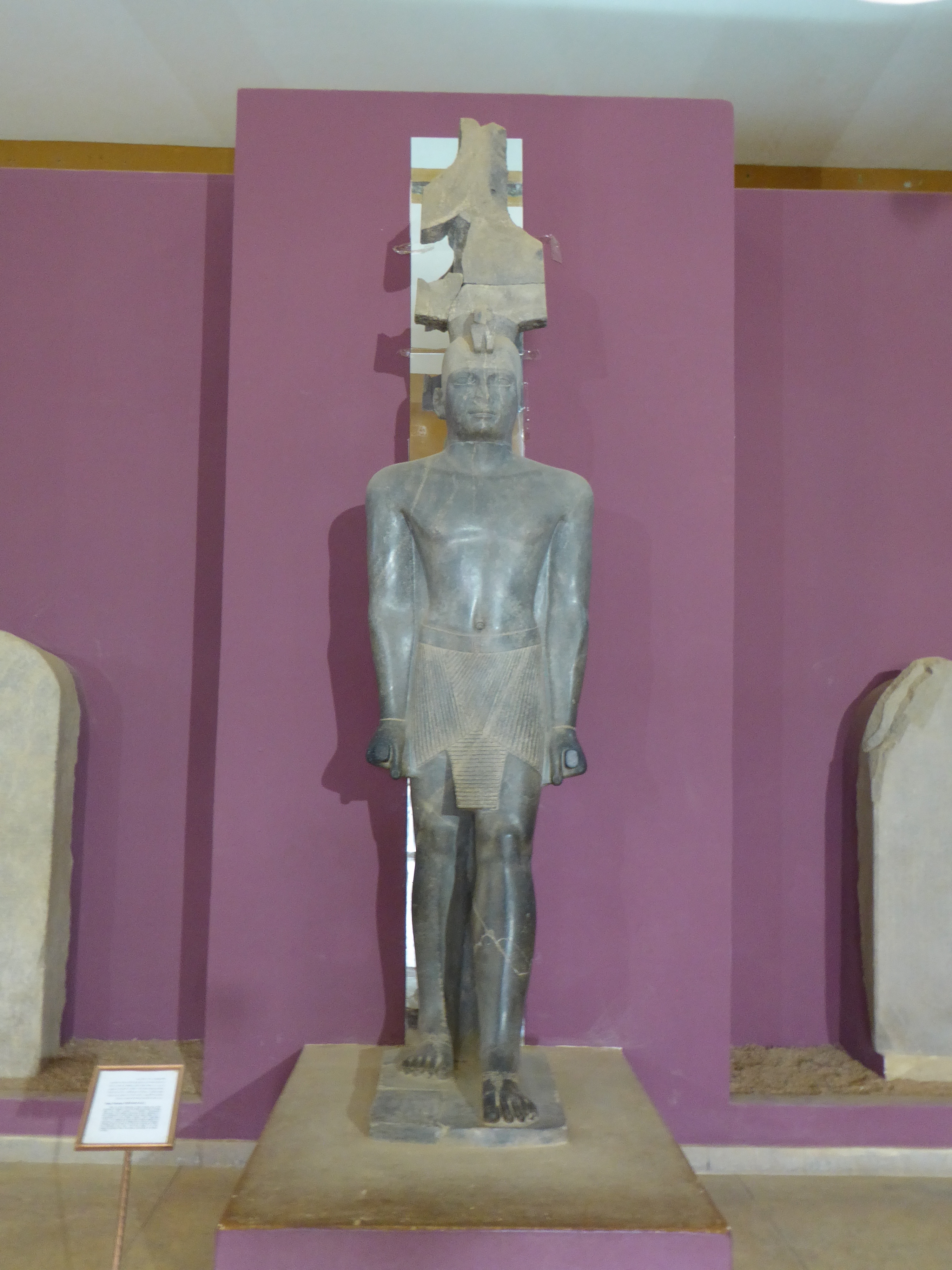
Beeld van farao Taharqa Sudan National Museum